# La Rouxière

La Rouxière este o comună în departamentul Loire-Atlantique, Franța. În 2009 avea o populație de 985 de locuitori.